# In de macht van de ring
In de macht van de ring (Engelse titel: The ring) is een roman van de van huis uit Britse schrijver Piers Anthony met medewerking van de Amerikaan Robert E. Margroff. De twee schrijvers zouden vaker samen schrijven. Het boek valt in de categorie sciencefiction, maar dat thema speelt een ondergeschikte rol. 

## Synopsis
Hoofdpersoon is Jeffrey/Jeff Font. Hij is ooit samen met zijn vader en moeder verbannen naar Alpha IV op beschuldiging van Geoffrey Fonts partner in zaken George McKissig. Als straf van de familie Font er op zit, komt Jeff Font terug naar Aarde om wraak te nemen. Hij probeert de dochter van McKissig, Pamela, te ontvoeren, Jeff en Pamela gingen al gedurende hun jeugd met elkaar om. In plaats van Pamela te knidnappen neemt Jeff een stand-in mee. Hij wordt gearresteerd en bestraft door middel van het dragen van de ring. De ring staat in rechtstreekse verbinding met het geweten van de drager en zorgt voor een min-of-meer gedwongen slaafs gedrag. Het zendt een pijnscheut uit als de drager "onjuiste" gedachten heeft of handelingen uitvoert.
Naar het eind van het boek schuift het verhaal naar een parallel in de “wereld” van Koning Arthur.